# Kamimuria brevilata
Kamimuria brevilata és una espècie d'insecte pertanyent a la família dels pèrlids.